# Kasuga Ikkō

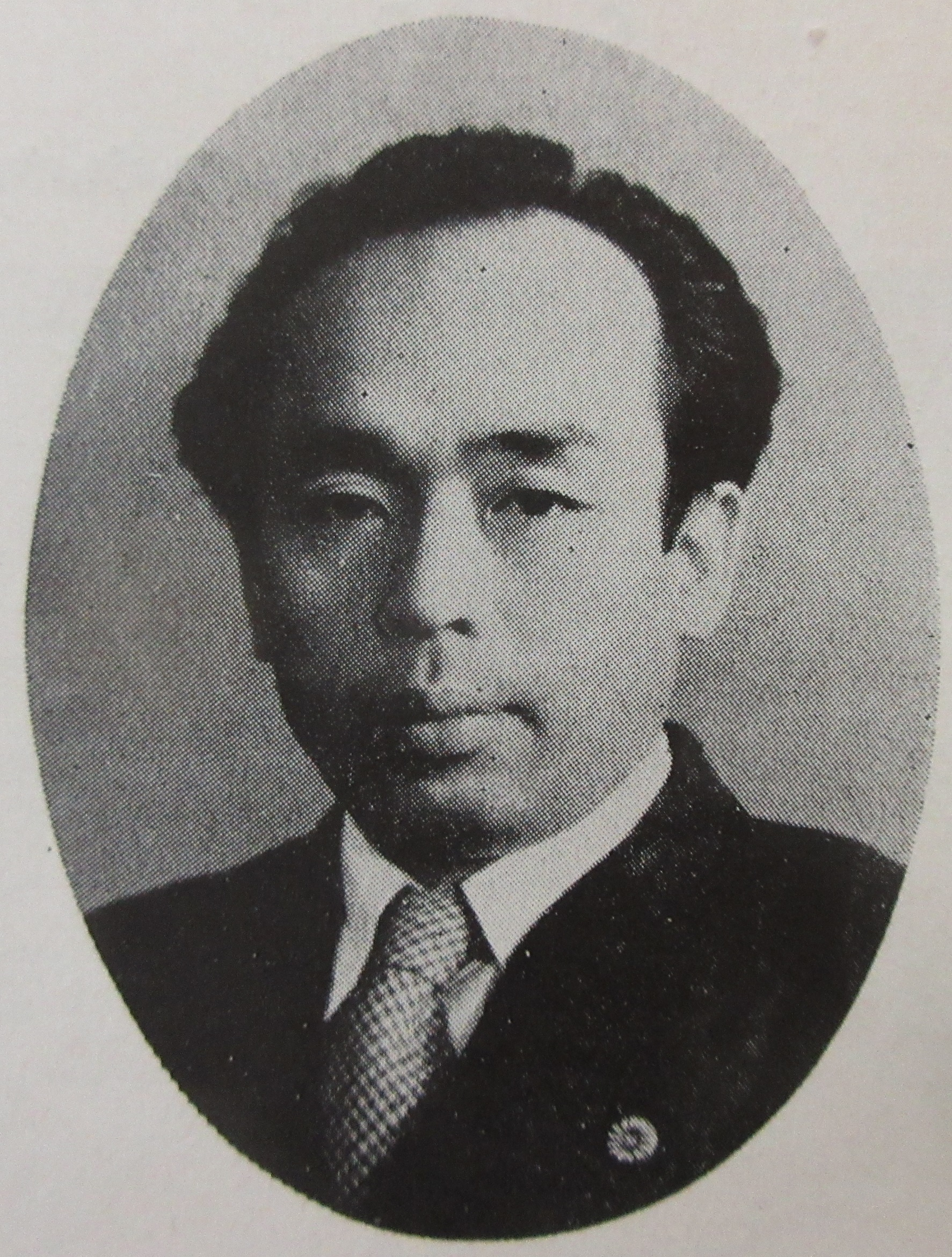
Kasuga Ikkō

Kasuga Ikkō (japanisch 春日 一幸; * 25. März 1910 im Kreis Kaizu (heute Stadt Kaizu), Gifu; † 2. Mai 1989 in Nagoya) war ein japanischer Politiker.

## Leben und Wirken
Kasuga Ikkō machte 1927 seinen Anschluss an der Oberschule des „Teishin kōshū-sho“. Anschließend arbeitete er im „zentralen Telegrafenamt Nagoya“ (名古屋中央電信局 Nagoya chūō teishin-kyoku; Englisch „Nagoya Central Telegraph Bureau“), leitete später die „Kasuga-Musikinstrumentenfabrik“ (春日楽器製造会社 Kasuga gakki seizō-geisha).
1945, nach dem Zweiten Weltkrieg, beteiligte sich Kasuga an der Gründung der Sozialistischen Partei Japans (SPJ). Nachdem er zwei Wahlperioden Mitglied der Präfekturparlament (kengikai, ehemals 1878–1947 kenkai, „Präfekturversammlung“) von Aichi gewesen war, wurde er 1952 im damaligen SNTV-Fünfmandatswahlkreis Aichi 1 als kandidat des rechten SPJ-Flügels in das Abgeordnetenhaus gewählt, das Unterhaus des Landesparlaments.
1960 beteiligte sich Kasuga an der Gründung der Demokratisch-Sozialistischen Partei. Dort war er stellvertretender Generalsekretär, Vorsitzender des Ausschusses für parlamentarische Maßnahmen, Generalsekretär und schließlich 1971 der dritte Vorsitzende der Partei.
Innerhalb der Demokratisch-Sozialistischen Partei vertrat Kasuga immer den Standpunkt, kleine und mittlere Unternehmen zu fördern und für sie Unterstützung zu gewinnen. Er war ein starker Antikommunist, befürwortete die Sammlung antikommunistischer Zentristen. Er war für einen Zusammenschluss der konservativen Kräfte und war für eine Zusammenarbeit mit der Liberaldemokratische Partei. Im Herbst 1977 kündigte er plötzlich seinen Rücktritt vom Parteivorsitz an und trat auf dem Parteitag im Januar des folgenden Jahres zurück.
Als Abgeordneter verzeichnete er bei der Wahl 1986 seinen 14. Wahlsieg in Folge, er blieb bis zu seinem Tod im Parlament.
Kasuga wurde mit dem „großen Orden der Aufgehenden Sonne am Band“ (旭日大綬章 Kyokujitsu daijushō, Englisch "Grand Cordon of the Order of the Rising Sun") ausgezeichnet.